# جريدة لندن التركية
جريدة لندن التركية (بالتركية: Londra Gazete)‏ ،(بالإنجليزية: London Turkish Gazette)‏ هي صحيفة مقرها لندن في المملكة المتحدة، تخدم المجتمعات التركية والكردية والقبارصة الأتراك في لندن (انظر أيضًا: الأتراك البريطانيون ).  وهي صحيفة ثنائية اللغة تصدر باللغتين التركية والإنجليزية، وتصدر أسبوعياً أيام الخميس. ويبلغ توزيعها 39000 نسخة. 